# 葛粉
葛粉（くずこ）は、本来はマメ科のつる性多年草、秋の七草の一つであるクズの根から得られるデンプンを精製して作られる食用粉である。しかし、葛粉と称して一般に売られているものは他の原料（ジャガイモ、サツマイモ、コーンスターチなど）のデンプンを混入したものが多い。

## 概要
貝原益軒の菜譜や、大蔵永常の製葛録に記されている通り、元々は救荒食糧として認知されていた。冷めにくく、冷えると固まる性質を利用して、和菓子や洋菓子の生地や料理のとろみつけの材料などの用途に用いられる。葛粉は薬効を持ち、体を温め血行をよくするため、風邪引き（葛根湯）や胃腸不良の時の民間治療薬として古くから利用されてきた。有効成分としてイソフラボンが含まれている。
デンプン質が根に集まる冬が採集の適期で、掘り出して泥を落とした根を繊維状に粉砕し、真水で洗い、その絞り汁をためてデンプンを沈殿させる。アク抜きと沈殿を数回繰り返し、不純物を取り除き、最終的に良質なデンプン部分だけを取り出し日陰干しで乾燥させて製品とする。良質の葛粉を作るには、単純作業だが手間ひまと根気が必要とされる。
石川県の宝達葛、宮城県の白石葛、奈良県の吉野葛、静岡県の掛川葛、三重県の伊勢葛、福井県の若狭葛、福岡県の秋月葛(久助葛）などが有名である。

## 本葛粉
混じり気のない葛粉100%のものを本葛（ほんくず）と呼び、なめらかで口当たりが良いが、本来多少の苦味を伴う。本葛は生産量が少なく高価であるため、前述したように葛粉と称して一般に売られているものはジャガイモ、サツマイモ（甘藷澱粉）、コーンスターチ（トウモロコシの澱粉）などのデンプンを混入したものが多い。業界では、「業務用並葛」とは甘藷澱粉100%の物を言う。西日本、特に産地の多い近畿や九州では本葛粉が比較的手に入りやすい。

### 生産の現状
本葛粉の生産はクズの根を掘り出す人の高齢化と天然資源の減少によって、現在、国内で出回る本葛粉にしめる中国製の割合が高まっている。台湾産のクズはタイワンクズ (Pueraria montana)、中国産のクズはシナノクズ(P. lobata var. chinensis)であり、日本産のヤマトクズとは植物学的には同種類ではない。中国産の寒根葛（葛）の根のポストハーベスト農薬または残留農薬の危険性が問題になっている。薬用面からは同じとみなしてよい（ただし、中国では、畑での葛根の栽培が盛んな為、天然物とは区別が必要）。

## 利用
食材として葛湯、胡麻豆腐、和菓子、各種料理に利用される。